# Kita, Mali
Kita är en kretshuvudort i Mali.   Den ligger i regionen Kayes, i den sydvästra delen av landet, 170 km väster om huvudstaden Bamako. Kita ligger 329 meter över havet och antalet invånare är 5 769.
Terrängen runt Kita är huvudsakligen platt, men åt nordväst är den kuperad. Runt Kita är det ganska glesbefolkat, med 47 invånare per kvadratkilometer. Det finns inga andra samhällen i närheten. Omgivningarna runt Kita är en mosaik av jordbruksmark och naturlig växtlighet.